# Laenas
Laenas is een cognomen in de gens Popillia dat betekent: "die van de priesterlijke mantel".
Bekende dragers van dit cognomen zijn:
- Gaius Popillius Laenas (consul)
- Publius Popillius Laenas (consul)